# Chelsea Eze
Chelsea Ada Ezerioha conocida popularmente como Chelsea Eze es una actriz nigeriana. Saltó a la fama en su primera película de Nollywood Silent Scandals, donde actuó junto a Genevieve Nnaji y Majid Michel.

## Biografía
Eze nació en el estado de Kano y es descendiente de Umuahia, estado de Abia. Sus padres eran banqueros. Asistió al Federal Government Girls College Minjibir y a la escuela secundaria St. Louis, ambas en Kano. Estudió inglés y lingüística en la Universidad de Maiduguri.

## Carrera
Antes de debutar como actriz, fue modelo y su única experiencia actuando había sido en obras de teatro de iglesia. Fue invitada por la productora Vivian Ejike a una audición para un papel secundario en Silent Scandals, y elegida para unirse al reparto de la película. Ha participado en otras películas populares como Two Brides and a Baby (2011), Hoodrush (2012) y Murder at Prime Suites (2013).

## Filmografía
| Año  | Película              | Rol     |
| ---- | --------------------- | ------- |
| 2009 | Silent Scandals       | Ella    |
| 2011 | Two Brides and a Baby | Ugo     |
|      | Twist                 |         |
|      | Timeless Passion      |         |
| 2012 | Hoodrush              | Shakira |
|      | Closed Door           |         |
|      | Laugh won kill me die |         |
|      | The Kingdom           |         |
|      | Tears of Passion      |         |
| 2015 | Ikogosi               | Emem    |